# Kalwaria Leżajska

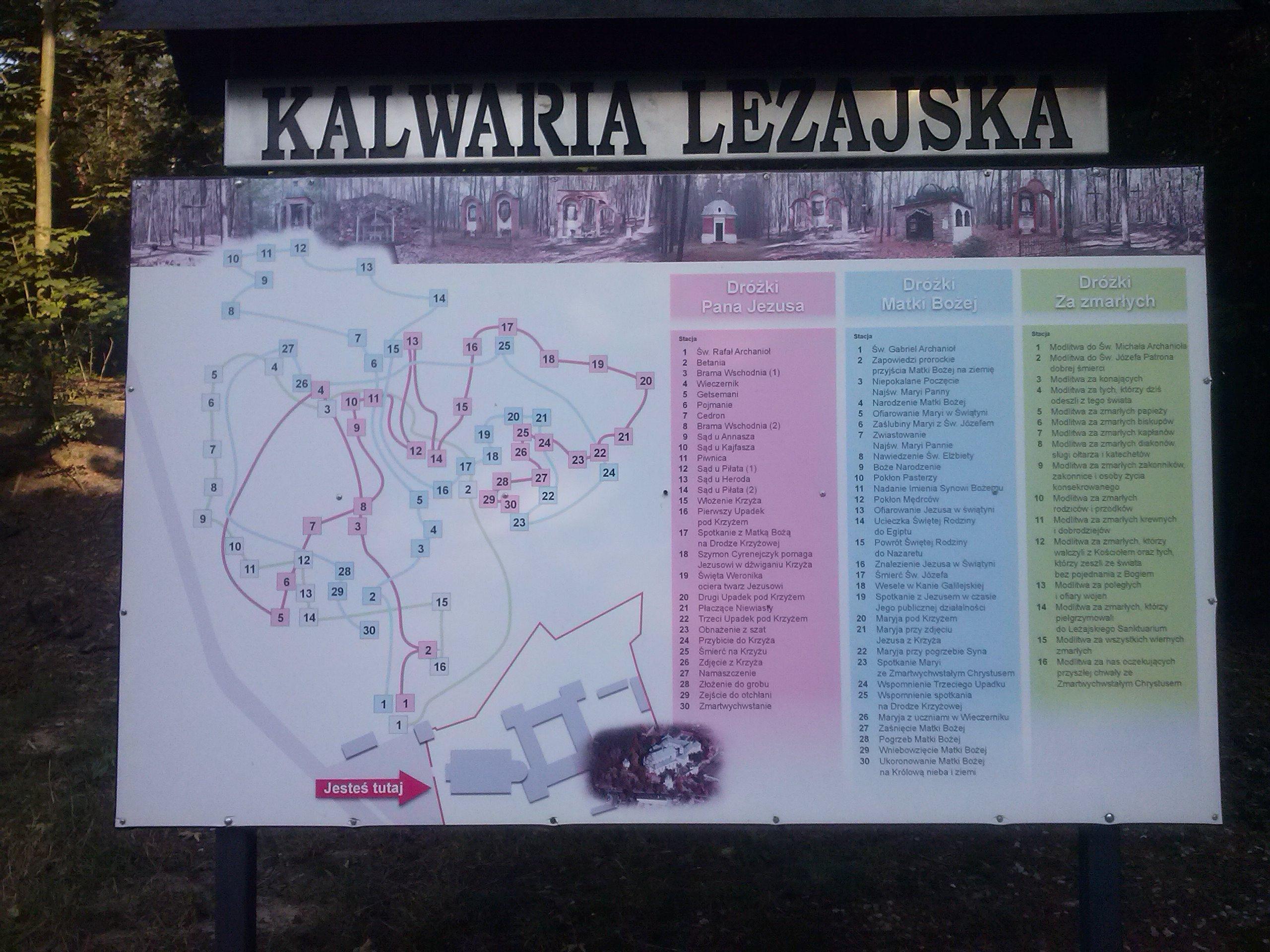
Tablica informacyjna - plan i opis kalwarii

Kalwaria Leżajska – założenia kalwaryjskie zlokalizowane w lesie klasztornym Bernardynów w Leżajsku, w województwie podkarpackim.
Kalwaria Leżajska została założona z inicjatywy gwardiana o. Bonawentury Misztala, w latach 1977–1983. Obejmuje ona:
- Stacje Drogi krzyżowej
- Stacje Siedmiu Radości Matki Bożej
- Stacje Dróżek za Zmarłych.

Stacje Drogi krzyżowej wykonał artysta malarz i rzeźbiarz Stanisław Perykasza.
W 1993 z inicjatywy miejscowych bernardynów Efrema Obruśnika i Józefa Chwały opracowano plan nowej, rozbudowanej Kalwarii, obejmującej Dróżki Pana Jezusa (30 stacji), Dróżki Matki Bożej (30 stacji) oraz Dróżki za zmarłych (15 stacji). W marcu 1995 i w kwietniu 1996 roku papież Jan Paweł II, na placu św. Piotra, poświęcił kamienie węgielne pod budowane kaplice. W 1996 na terenie planowanych stacji umieszczono metalowe krzyże, a w 2008 wybudowano i poświęcono murowaną kaplicę Domku Matki Bożej.

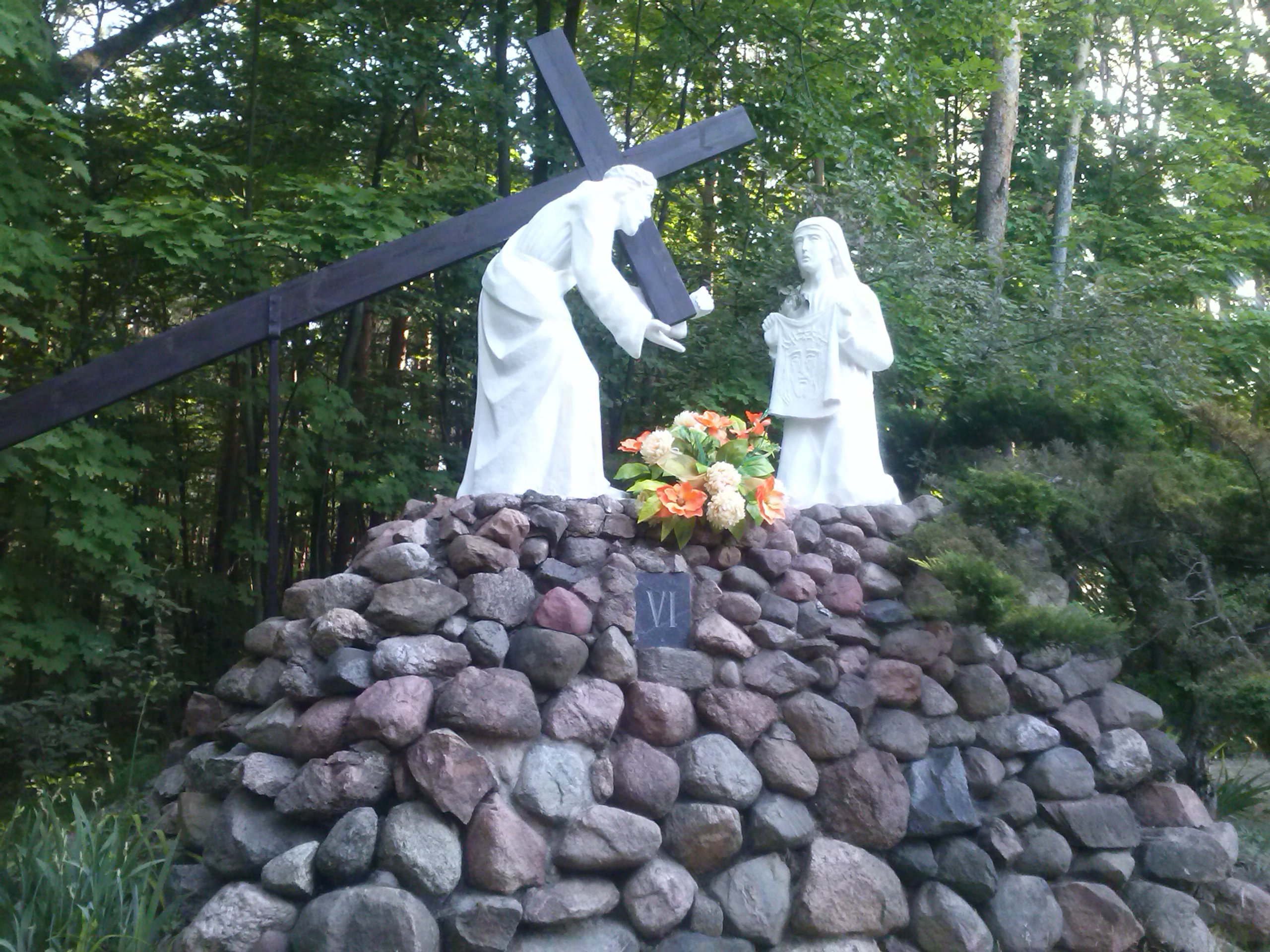
Droga krzyżowa. Stacja VI

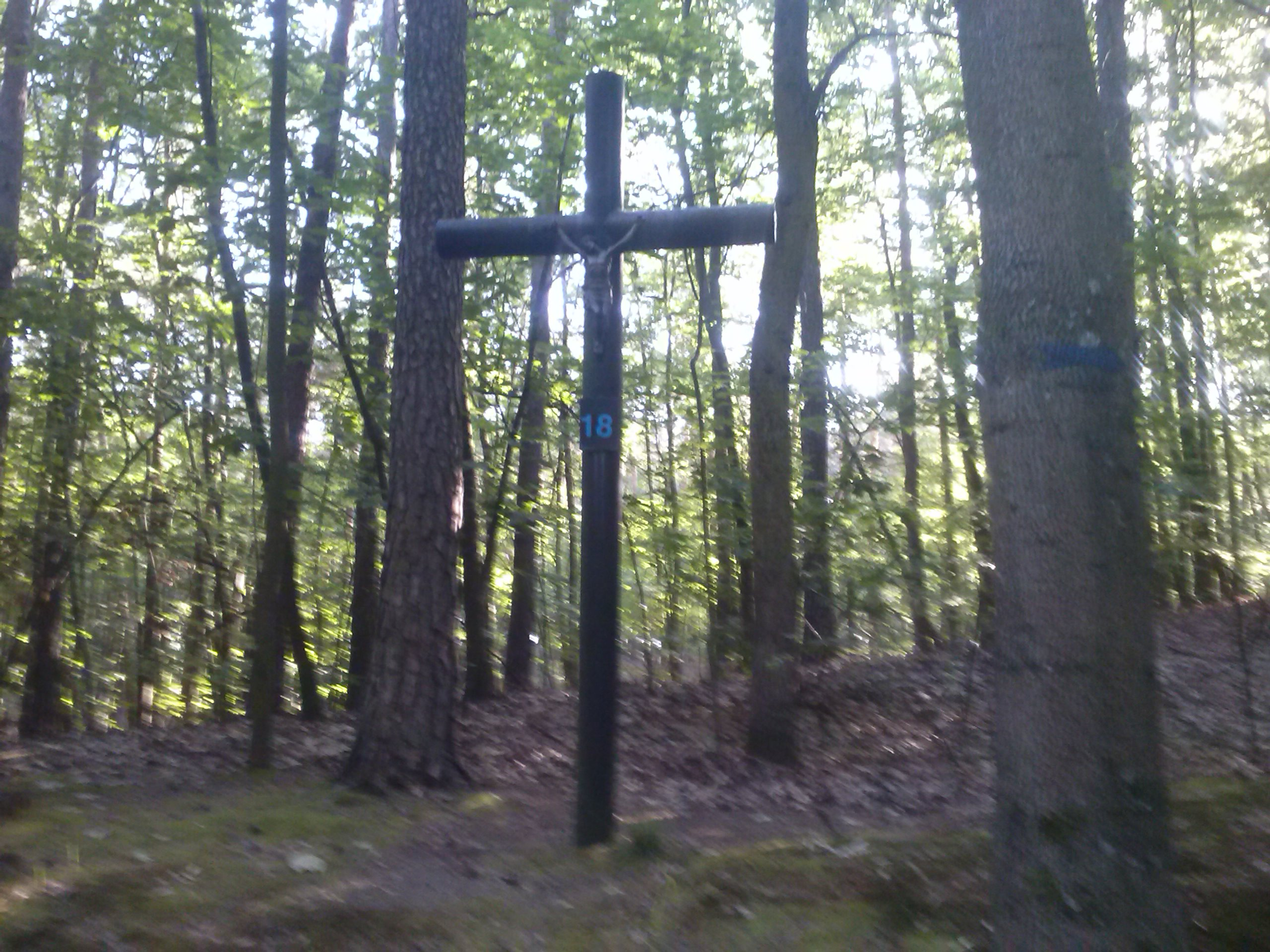
Stacja XVIII planowanych Dróżek Matki Bożej